# 乙酰乙酸异丙酯
乙酰乙酸异丙酯是一种有机化合物，属于酯类。

## 制备
乙酰乙酸异丙酯可由双乙烯酮和异丙醇为原料合成。也可以通过酯交换反应（催化剂为普鲁士蓝、五氧化二铌等）制备。